# 白守蓮漁港
白守蓮漁港為一座位於臺灣臺東縣成功鎮白守蓮部落的小型漁港。與南方的成功漁港相距約5公里。
白守蓮漁港在行政院農委會漁業署舊制的漁港法中被歸類在第四類漁港之中，目前白守蓮漁港已因遭到颱風侵襲摧毀而廢棄。

## 沿革
白守蓮漁港最早興建於1986年（民國75年），當時白守蓮漁港僅興建有一條曳船道。
然而第2年1987年（民國76年）因颱風襲擊，白守蓮漁港曳船道被摧毀，爾後相關單位也沒再編列相關預算進行修復便廢棄至今。

## 周遭景點
- 三仙台
- 基翬漁港
- 白桑安遺址
- 小港漁港